# Masataka Nakazawa
Masataka Nakazawa (jap. 中沢 正隆, Nakazawa Masataka; * 17. September 1952 in der Präfektur Yamanashi) ist ein japanischer Physiker.

## Leben
Nakazawa erhielt den Bachelor of Science in Elektronik im Jahre 1975 an der Universität Kanazawa. Anschließend, im Jahr 1977, machte er den Master of Science in physikalischer Elektronik und den Doktor am Tokyo Institute of Technology in angewandter Elektronik 1980. Seine Dissertation war über Frequenzstabilisierung eines Helium-Neon Lasers mit äußerer Absorptionszelle. Danach forschte er bei NTT am Ibaraki Electrical Communication Laboratory, wo er 1989 Gruppenleiter für nichtlineare Transmission wurde. 1984/85 war er Gastwissenschaftler am Massachusetts Institute of Technology in der Gruppe für Pikosekunden-Optik und Quantenelektronik. 1999 wurde er NTT Fellow.
Nachdem er dort schon 1999 bis 2001 Gastprofessor war, wurde er 2001 Professor am Research Institute of Electrical Communication der Universität Tōhoku, dessen Direktor er seit 2010 ist. Er ist Autor und Ko-Autor von mehr als 410 wissenschaftlichen Artikeln (Stand 2013).
Er ist ein Pionier von optischen Solitonen in optischer Kommunikation hoher Geschwindigkeit in Glasfasernetzen und von mit seltenen Erden dotierten Optischen Verstärkern (wie EDFA). Außerdem befasst er sich mit der Erzeugung von Laserpulsen im Femtosekundenbereich. Beispielsweise entwickelte er einen 10 GHz Femtosekunden-Faserlaser als Quelle für Wellenlängenmultiplexing (WDM) in optischer Kommunikation, wofür er 1998 einen IEICE Paper Award erhielt (IEICE ist das Institute of Electronics, Information and Communication Engineers in Tokio), und übertrug 1,28 Terabit/Sekunde mit optischen Zeitmultiplexverfahren (OTDM) über 70 km (wofür er 2002 den IEICE Inose Award erhielt).
Nakazawa ist Inhaber von mehr als 100 Patenten, weitere 120 Patentanträge laufen noch (Stand 2013).
Für 2014 wurde ihm der Charles Hard Townes Award zugesprochen. 1992 wurde er Fellow der Optical Society of America und 1995 des IEEE für Beiträge zur Kommunikation mit hoher Geschwindigkeit mit optischen Solitonen mit EDFA, zu Femtosekunden-Laserpulsen und zu nichtlinearer Optik. Er ist Fellow des IEICE, der Optical Society of Japan, der Laser Society of Japan und der Japan Society of Applied Physics (JSAP). 2010 erhielt er den IEEE Quantum Electronics Award für die Entwicklung kompakter EDFAs. 2005 erhielt er den R. W. Wood Prize, 2023 den Japan-Preis.